# Grupo Quenac
Il Grupo Quenac è un gruppo di sei isole del Cile che fanno parte dell'arcipelago di Chiloé e si trovano nel golfo di Ancud. Appartengono alla regione di Los Lagos e alla provincia di Chiloé; sono amministrate dal comune di Quinchao.

## Geografia

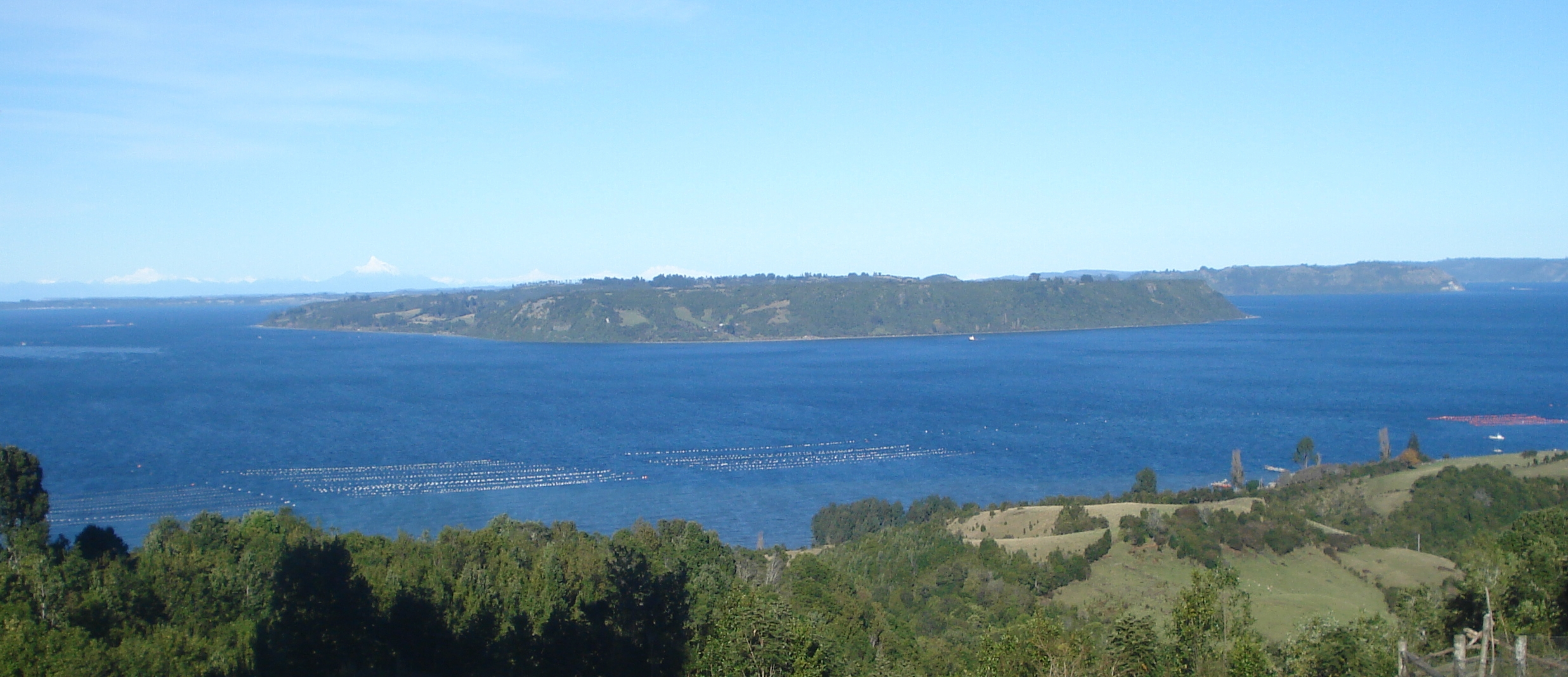
L'isola Linlín

Il Grupo Quenac si trova a est dell'isola Quinchao, separato dal canale omonimo, e a sud-ovest delle Islas Chauques. Il gruppo è composto da sei isole:
- Caguache (Caguach o Cahuach), che ha una superficie di 10,7 km²[1] e contava 452 abitanti al censimento del 2002[1]. La chiesa di Caguach è una delle sedici chiese di Chiloé dichiarate patrimonio dell'umanità dell'UNESCO. L'isola è conosciuta anche per la sua processione annuale in onore di Gesù di Nazareth.[2]
- Linlín, ha una superficie di 10,3 km² e 561 abitanti.[1]
- Llingua, ha una superficie di 4,4 km² e 397 abitanti.[1]
- Meulín, ha una superficie di 13,4 km² e 705 abitanti.[1]
- Quenac, la maggiore del gruppo, ha una superficie di 21,5 km² e 450 abitanti.[1] L'isola è dotata di un aeroporto.[3]
- Teuquelín, piccola isola a nord-est di Caguache.